# Francisco Peralta y Ballabriga
Francisco Peralta y Ballabriga (Híjar, 1911. augusztus 15. – Zaragoza, 2006. augusztus 23.) a Vitoriai egyházmegye püspöke.

## Élete
Peralta y Ballabriga 1911-ben született Híjarban, a lodiói szemináriumban tanult. 1936-ban szentelték pappá. 1955. január 9-én XII. Piusz pápa őt nevezte ki Vitoria püspökévé.
1955-től 1978-ig volt Vitoria püspöke. Részt vett a második vatikáni zsinat valamennyi ülésén.

## Bibliográfia
- Mariano Laborda, Recuerdos de Híjar, Centro de Iniciativas Turísticas del Cuadro Artístito de Híjar, 1980.
- Mariano Laborda, Recuerdos de Híjar 2, Centro de Iniciativas Turísticas del Cuadro Artístito de Híjar, 1993.